# 王黻煒
王黻煒（1887年—1952年）字齡希，湖北黄岡人，中华民国政治人物、法学家。

## 生平
畢業於京師大學堂。1905年留学日本，入早稻田大學及法政大學。其间加入中國同盟會。畢業獲法學士學位。归國後，參加清廷举办的考試，获授優等舉人。
1912年任南京臨時政府司法部秘書長。1913年任北京政府司法部秘書及司法部参事。1913年10月，任奉天財政司司長。1914年1月，任北京政府内務部參事。1915年11月，任全国选举资格审查合审查员。袁世凯称帝时，任大典筹备处咨议。1916年，任北京政府内务部次长，后来改任北京政府交通部次长兼铁路督办。1927年，任蒙藏院副总裁。
1928年告别政界，任北京大学法科教授、北平大学法学教授。1932年，任南京国民政府司法院参事处参事兼编译处主任、实业部经济年鉴编纂委员会委员。1949年，免本兼各职后，出任行政法院院长，不久到台湾。
1952年，王黻煒逝世。

## 著作
- 《中国货币论》
- 《中国财政》
- 《比较宪法学》[3]